# 鄭暻鎬
鄭 暻鎬（チョン・ギョンホ、ハングル: 정경호、ラテン翻字: Chung Kyung-Ho, 1980年5月22日 - ） は、韓国江原道三陟市出身の元同国代表サッカー選手、現サッカー指導者。現役時代のポジションはFW（右ウインガー）。（「ギョン」は日偏に景）
2025年シーズンから江原FC監督を務めている。

## 経歴

### クラブ
成徳小学校-注文陣中学校-江陵商業高等学校-蔚山大学校を経て、2003年に蔚山現代FCに入団。2004年、軍に入隊して光州尚武フェニックスの選手となる。2006年に除隊して、2007年からは蔚山現代に復帰。
2007年前半期シーズンが終わった後、 林裕煥とともに全北現代モータースにトレードされた。
2009年、故郷である江原道に新設された江原FCに移籍。

### 代表
2003年9月27日のオマーン戦で代表デビュー。2004年、アテネオリンピックにオーバーエイジとして出場した。2006年6月、軍人身分で唯一ドイツワールドカップのメンバーに選ばれた。しかし韓国代表が戦った全3試合で一度も出場はなかった。

## エピソード
- 同年齢の朴智星とは大親友で、2007年冬の結婚式に際して自身の新婦と共に3ショットでウェディング撮影をした[1]。

## 所属クラブ
- 2003-2004  蔚山現代FC
- 2004-2006  光州尚武フェニックス
- 2007  蔚山現代ホランイ
- 2007-2008  全北現代モータース
- 2009-2011  江原FC
- 2012  大田シチズン

## 代表歴

### 出場大会
- アテネオリンピック（オーバーエイジ枠）（ベスト8）
- 韓国代表
  - 2003年9月27日 - A代表初出場 - オマーン戦
  - 2004年 アジアカップ（ベスト8）
  - 2006年 ワールドカップ（グループリーグ敗退）

### 試合数
- 国際Aマッチ 42試合 7得点（2003年-2006年）[2]

| 韓国代表 | 国際Aマッチ | 国際Aマッチ |
| 年       | 出場        | 得点        |
| -------- | ----------- | ----------- |
| 2003     | 7           | 3           |
| 2004     | 8           | 0           |
| 2005     | 16          | 4           |
| 2006     | 11          | 0           |
| 通算     | 42          | 7           |